# Шейла Джеффріс
Шейла Джеффріс (англ. Sheila Jeffreys; нар. 13 травня 1948 р.) — англійська науковиця, емігрантка, радикальна лесбійська антипорнографічна феміністка, що аналізує історію та політику сексуальності людини. Професорка політології в Мельбурнському університеті.
Аргумент Джеффріс — «сексуальна революція» з точки зору чоловіків сприяла меншій свободі жінок, ніж їх постійному гніту. Вона стверджує, що жінки, які страждають від болю в пошуках краси, є формою підпорядкування патріархальному садизму, що транссексуали відтворюють гнітючі гендерні ролі та калічать своє тіло за допомогою операцій зі зміни статі, і що на лесбійську культуру негативно впливає наслідування сексистського впливу геїв та їх субкультури домінуючої/покірної сексуальності.
Джеффріс є авторкою кількох ключових книг про фемінізм та феміністичну історію, включаючи «Спінстер і її вороги» (1985), Дебати про сексуальність (1987), Антиклімакс (1990), Ідея проституції (1997), Розпакування квір-політики (2003), Краса і мізогінія (2005), Промислова вагіна (2008) та Gender Hurts (2014).

## Життєпис
Народилась в робітничій родині з лондонського Іст-Енда. Після відвідування гімназії для дівчат навчалася в Манчестерському університеті, а потім викладала в жіночому інтернаті. У 1973 році, пише Джулі Біндель, Джеффріс вирішила «відмовитися як від гетеросексуальності, так і від своєї жіночої зовнішності».

## Діяльність
У 1979 році Джеффріс брала участь у написані Любити свого ворога? Дебати між гетеросексуальним фемінізмом та політичним лесбійством разом з іншими членкинями Лідської революційної феміністської групи. Авторки заявили: «Ми справді вважаємо… що всі феміністки можуть і повинні бути лесбійками. Наше визначення політичної лесбійки — це визначена жінкою жінка, яка не трахає чоловіків. Це не означає обов'язкову сексуальну взаємодію з жінками».
Джеффріс була співавторкою «Сексуальної динаміки історії»: «Сила чоловіків», «Жіночий опір» — антології феміністських праць про гендерні відносини, опублікованої в 1983 «Лондонською феміністичною групою історії». Джеффріс написала розділ на тему «Реформа статі та антифемінізм у 1920-х».
У «Спінстер і її вороги: фемінізм і сексуальність 1880—1930», опублікованій в 1985, Джеффріс розглядає феміністичну участь у русі соціальної чистоти на рубежі століть. У своїй роботі «Антиклімакс: феміністична перспектива сексуальної революції» (1990) Джеффріс висловила критику сексуальної революції 1960-х.
Лесбійська єресь опублікована в 1993 р. У ній Джеффріс критикує садомазохістські практики, що стосуються жінок. Джеффріс описує садомазохізм як «чоловічий супрематизм», відтворення гетеросексуального домінування чоловіків та утиску жінок, яке прославляє насильство та використовує жіночі тіла як секс-допомогу, а також як антилесбійське та фашистське.
Індустріальна вагіна: політична економія глобальної торгівлі сексуальними продуктами опублікована у 2009 році. У ній Джеффріс описує глобалізацію секс-індустрії та називає шлюб формою проституції. Джеффріс пише: «Право чоловіків на жіночі тіла для сексуального використання не зникло, але залишається припущенням, що лежить в основі гетеросексуальних стосунків», і проводить зв'язки між шлюбом та проституцією: наприклад, наречені, яких замовляють поштою, що вона вважає формою торгівлі людьми.
Джеффріс неодноразово звертається у своїх роботах до питання проституції, зокрема у статті 2009 року у академічному виданні Міжнародний форум жіночих студій (англ. Women's Studies International Forum), пише: «Підхід, який розглядає проституцію як ніби перукарню, і передбачає, що проституцію слід легалізувати або декриміналізувати, знаходиться під критичною увагою... Створення культури проституції шкодить здоров’ю та щастю дівчат і молодих жінок... Є прості способи діяти зараз, щоб стримувати торговців людьми та зменшити шкоду проституції для жінок. У 1999 році шведський уряд запровадив закон, який карає покупців на ринку проституції, який був дуже ефективним у зменшенні кількості жінок, які займаються проституцією у Швеції, і переконав торговців у тому, що Швеція не є сприятливим середовищем для їхньої діяльності".
Працювала в Університеті Мельбурна до виходу на пенсію в травні 2015 р.

## Погляди на гендер
Письменниця Джулі Біндель пояснює, що Джеффріс вважає операції зі зміни статі «продовженням індустрії краси, що пропонує косметичні рішення для глибших проблем», і що в суспільстві без гендеру це було б непотрібним. У статті в Журналі лесбійських досліджень 1997 року Джеффріс стверджувала, що «транссексуалізм слід розглядати як порушення прав людини». Джеффріс також стверджувала, що «переважна більшість транссексуалів все ще підтримують традиційні гендерні стереотипи про жінок» і що, роблячи перехід в медичному та соціальному плані, трансжінки «будують консервативну фантазію про те, якими повинні бути жінки. Вони вигадують суть жіночності, яка є глибоко образливою й обмежувальною».
Аналіз Джеффріс на ці теми оскаржують трансгендерні активісти. Трансжінка Роз Кавені написала в The Guardian, що Джеффріс і радикальні феміністки, які поділяють її погляди, «діють як культ». Кавені порівняла бажання Джеффріс заборонити транссексуальну хірургію з прагненням католицької церкви заборонити аборти, аргументуючи тим, що обидві пропозиції мають негативні «наслідки для всіх жінок». Кавені також критикувала Джеффріс та її прихильниць за «антиінтелектуалізм, акцент на вроджених знаннях, фетишизацію крихітних ідеологічних розбіжностей, полювання на єресь, теорії змови, риторичне використання образів відрази, розмови про ножові удари в спину та романтичний апокаліптицизм».
«Гендерні болі: феміністичний аналіз політики трансгендеризму», книга Джеффріс та Лорен Готтшалк, опублікована у квітні 2014. Тімоті Лорі стверджував, що формалізація соціальної динаміки між чоловіками та жінками в «Гендерних болях» з точки зору «стратегій» та «дивідендів» ризикує сплутати подальше існування нерівних економічних обмінів (добре задокументованих Р. В. Коннеллом) з менш передбачуваними, але однаково важливими, бореться за те, що називають «чоловічим» та «жіночим» і для яких спільних цілей".
У травні 2014 року Джудіт Батлер зважила думку Джеффріс про те, що операція зі зміни статі є безпосередньо політичною. На твердження Джеффріс, що хірургія переходу є складовою патріархального контролю, Батлер відповіла: «Одна з проблем цієї точки зору на соціальне конструювання полягає в тому, що вона передбачає, що транслюди відчувають свою гендерну приналежність і повинні бути „побудованими“ і, отже, не реальна».
Джеффріс заявила у програмі радіо ABC «Sunday Night Safran» 2014 року, що трансжінки — це або «гомосексуальні чоловіки, які не відчувають, що можуть бути гомосексуальними в тілах чоловіків», або «гетеросексуальні чоловіки, які мають сексуальний інтерес до носіння жіночого одягу та мають вигляд жінок», що викликало критику представників трансспільнот.
У березні 2018 року, виступаючи перед аудиторією в Палаті громад у презентації під назвою «Трансгендеризм і напад на фемінізм», Джеффріс зазначила, що трансжінки «паразитарно окупують жіночі тіла». Журналіст Шон Фей назвав її коментарі «фашистською тактикою дегуманізації» трансжінок.

### Книги
- Jeffreys, Sheila (1987). The Sexuality debates. New York: Routledge & K. Paul. ISBN 9780710209368.
- Jeffreys, Sheila (1990). Anticlimax: a feminist perspective on the sexual revolution. London: Women's Press. ISBN 9780704342033.
- Jeffreys, Sheila (1993). The lesbian heresy a feminist perspective on the lesbian sexual revolution. North Melbourne, Victoria: Spinifex. ISBN 9781875559176.
- Jeffreys, Sheila (1997). The spinster and her enemies: feminism and sexuality, 1880–1930. North Melbourne, Victoria: Spinifex. ISBN 9781875559633.
- Jeffreys, Sheila (2003). Unpacking queer politics: a lesbian feminist perspective. Cambridge Malden, Massachusetts: Polity Press in association with Blackwell Pub. ISBN 9780745628387.
- Jeffreys, Sheila (2005). Beauty and misogyny: harmful cultural practices in the West. London New York: Routledge. ISBN 9780415351829.
- Jeffreys, Sheila (2008). The idea of prostitution (вид. 2nd). North Melbourne, Victoria: Spinifex. ISBN 9781876756673.
- Jeffreys, Sheila (2009). The industrial vagina: the political economy of the global sex trade. London New York: Routledge. ISBN 9780415412339.
- Jeffreys, Sheila (2012). Man's dominion: religion and the eclipse of women's rights in world politics. Abingdon, Oxfordshire New York: Routledge. ISBN 9780415596749.
- Jeffreys, Sheila (2014). Gender hurts: a feminist analysis of the politics of transgenderism. Abingdon, Oxfordshire: Routledge, Taylor & Francis Group. ISBN 9780415539401.
- Jeffreys, Sheila (2018). The Lesbian Revolution: Lesbian Feminism in the UK 1970-1990. Oxon: Routledge. ISBN 978-1138096561.

### Розділи в книгах
- Jeffreys, Sheila (1990). Sexology and Antifeminism. У Leidholdt, Dorchen; Raymond, Janice G. (ред.). The Sexual Liberals and the Attack on Feminism. New York and London: Teachers College Press. ISBN 978-0807762387.
- Jeffreys, Sheila (1992). Pornography: creating the sexual future. У Hornsby, Jennifer; Frazer, Elizabeth; Lovibond, Sabina (ред.). Ethics: a feminist reader. Oxford, UK Cambridge, Massachusetts, USA: Blackwell. ISBN 9780631178316.
- Jeffreys, Sheila (1996). Women's friendships and lesbianism. У Jackson, Stevi; Scott, Sue (ред.). Feminism and sexuality: a reader. New York: Columbia University Press. с. 46—56. ISBN 9780231107082.
- Jeffreys, Sheila (1996). Sadomasochism. У Jackson, Stevi; Scott, Sue (ред.). Feminism and sexuality: a reader. New York: Columbia University Press. с. 238—244. ISBN 9780231107082.
- Jeffreys, Sheila (1996). Return to gender: post-modernism and lesbian and gay theory. У Bell, Diane; Klein, Renate (ред.). Radically speaking: feminism reclaimed. North Melbourne, Victoria: Spinifex Press. с. 359–374. ISBN 9781875559381.
- Jeffreys, Sheila (1996). Heterosexuality and the desire for gender. У Richardson, Diane (ред.). Theorising heterosexuality: telling it straight. Buckingham Philadelphia, Pennsylvania: Open University Press. ISBN 9780335195046.
- Jeffreys, Sheila (1997). The queer disappearance of lesbians. У Mintz, Beth; Rothblum, Esther D. (ред.). Lesbians in academia: degrees of freedom. New York: Routledge. с. 269–278. ISBN 9780415917018.
- Jeffreys, Sheila (2004). Prostitution as a harmful cultural practice. У Whisnant, Rebecca; Stark, Christine (ред.). Not for sale: feminists resisting prostitution and pornography. North Melbourne, Victoria: Spinifex Press. с. 386–399. ISBN 9781876756499.
- Jeffreys, Sheila (2011). Live pornography: strip clubs in the international political economy of prostitution. У Tankard Reist, Melinda; Bray, Abigail (ред.). Big Porn Inc.: exposing the harms of the global pornography industry. North Melbourne, Victoria: Spinifex Press. с. 136—143. ISBN 9781876756895.
- Jeffreys, Sheila (2012). Beyond 'agency' and 'choice' in theorizing prostitution. У Coy, Maddy (ред.). Prostitution, harm and gender inequality: theory, research and policy. Farnham, Surrey, England Burlington, Vermont: Ashgate. с. 69—86. ISBN 9781409405450.

### Есеї та брошури
- Onlywomen Press (1981). Love your enemy?: the debate between heterosexual feminism and political lesbianism. London: Onlywomen Press. ISBN 9780906500088. A pamphlet by Leeds Revolutionary Feminist Group. Pdf version.
- Jeffreys, Sheila (September–October 1994). The queer disappearance of lesbians: Sexuality in the academy. Women's Studies International Forum. 17 (5): 459—472. doi:10.1016/0277-5395(94)00051-4.
- Jeffreys, Sheila; Sullivan, Mary (2001). Legalising prostitution is not the answer: the example of Victoria, Australia (PDF). Fitzroy North, Victoria: Coalition Against Trafficking In Women. OCLC 223634685.
- Jeffreys, Sheila (15 лютого 2004). The legalisation of prostitution: a failed social experiment. Sisyphe.org.